# Magali Comte

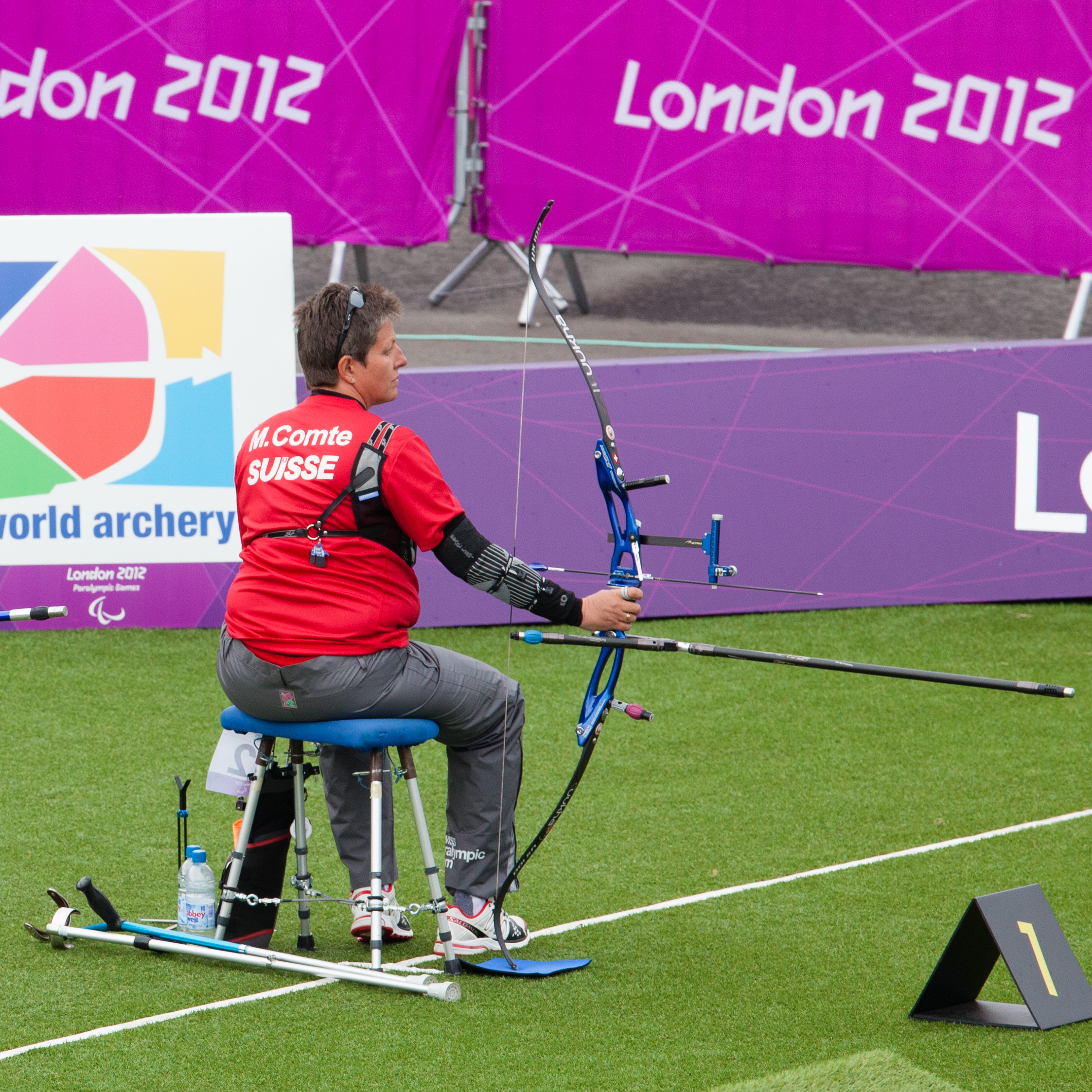
Magali Comte (2012)

Magali Comte (* 23. September 1967) ist eine behinderte ehemalige Bogenschützin aus der Schweiz. Sie nahm dreimal an den Paralympischen Spielen teil.

## Leben
Comte wurde das linke Bein nach einem Motorradunfall amputiert. Beruflich ist sie Zeichnerin. Sie wohnt in Gletterens (Kanton Freiburg).

## Sportliche Erfolge
Im Jahr 2006 wurde sie Para-Europameisterin bei der EM in Nymburk, 2010 gewann sie die Bronzemedaille in Vichy.
An den Para-Weltmeisterschaften 2007 in Cheongju wurde sie 12., 2011 in Turin gewann sie die Bronzemedaille. 2015 wurde sie 17. in Donaueschingen.
Sie nahm 2008 an den Paralympics in Peking teil und wurde 16. Bei den Paralympics von London 2012 erreichte sie den Viertelfinal und wurde 5. Bei den Paralympics von Rio de Janeiro 2016 endete sie auf dem 17. Rang. Danach beendete sie ihre Sportkarriere.